# برايان روز
برايان روز (4 يونيو 1950 في المملكة المتحدة - ) (بالإنجليزية: Brian Rose)‏ هو لاعب كريكت بريطاني. شارك مع منتخب إنجلترا للكريكت. أما مع النوادي، فقد لعب مع نادي مقاطعة سومرست للكريكت ‏.

## وصلات خارجية
- برايان روز على موقع إي آس بي آن كريك إنفو (الإنجليزية)